# Sour Candy (Lady Gaga és a Blackpink dala)
A Sour Candy Lady Gaga amerikai énekesnő és a Blackpink dél-koreai lányegyüttes közös dala, amely 2020. május 28-án jelent meg promóciós kislemezként Gaga hatodik, Chromatica című stúdióalbumáról. A dalt Gaga, Madison Love, Rami Yacoub, Teddy Park, illetve a dal producerei, BloodPop és Burns szerezték. Stílusát tekintve egy dance-pop, elektropop és deep house dal house, dance és elektronikus ütemekkel. Dalszövegében az énekesnők a címszereplő savanyú cukorkához hasonlítják magukat. A dal első helyezést ért el Malajziában és Szingapúrban, valamint bekerült a legnépszerűbb tíz dal közé Ausztráliában, Észtországban, Görögországban, Litvániában, illetve Magyarországban.

## Háttér
A Sour Candy eredetileg egy olyan munkamenetben íródott, amely nem kapcsolódott a Chromatica album készítéséhez. Madison Love BloodPop, Rami Yacoub, és Burns segítségével írta meg a dalt. Az írásról Love a következőt mondta:
Egy refrénen kezdtünk el gondolkodni. Szerettük a „Sour Candy” címet. Úgy gondoltam, úgy kellene megírnunk, mint a Sour Patch Kids azokban a reklámokban, ahol levágják az emberek haját: Savanyúak, aztán édesek. Ez az a szójáték, amit megalkottam... Megírtuk a kórust, én pedig írtam egy rövid verzét a [közreműködő előadónak]. Arra gondoltunk, hogy a Blackpink menő lehet... Blood felhozta ezt Gagának, ő pedig úgy volt vele, hogy „ez tetszik, dolgozni akarok rajta”. Belenyúlt és a dalt a saját dalává varázsolta. A végén pedig így szólt: „Mi lenne, ha a Blackpink lenne?”
A TV Groove japán szórakoztató oldalnak adott interjújában Gaga a dal születéséről beszélt és elmondta, hogy „amikor [Gaga] felhívta őket, és megkérdezte, hogy szeretnének-e vele dalt írni, annyira boldogok és motiváltak voltak. Igazán izgalmas együttműködés volt.” Hozzátette, hogy „meg akartam ünnepelni őket, mert szeretik az olyan erős nőket, mint mi, és engem is meg akartak ünnepelni, és nagyon jól éreztük magunkat ezzel a dallal. Izgatottan hallgattam, ahogy koreai nyelvre fordítják a dalt, és elmondtam nekik, hogy az a rész annyira kreatív és szórakoztató volt. Az énekhangjuk pedig teljesen lenyűgözött.” Később a Blackpink menedzsmentje arról beszélt, hogy miként jött létre a dal: „Hallgattuk egymás zenéjét, és egymás rajongói lettünk, ezért természetesen belementünk ebbe a projektbe.”

## Kompozíció és dalszöveg
A Sour Candy egy 90-es évek által inspirált dance-pop, elektropop, bubblegum pop és deep house himnusz, amely egy „pattogó” house, dance és elektronikus ütemet követ, gyors tempójú produkcióval. A dalban Gaga és a Blackpink angolul és koreaiul "kacér szövegeket váltanak egymással", a sour candy-t (magyarul: savanyú cukorkát) metaforaként használják azt „szemléltetve, hogy hogyan működnek egy kapcsolatban”. Megéneklik, hogy kívülről durvák és nyersek, de belül édesek és valódiak. Dalszövegében az énekesek arról tájékoztatják a potenciális szeretőt, hogy fogadja el és ne próbálja megváltoztatni a sebeiket. A 90-es évekbeli house részben Gaga „speak-rappet” ad elő, míg a K-pop csapat verzéi „feszes, szinte mechanikus dallamokat tartalmaznak”.
A Musicnotes.com-on közzétett kották szerint a dal A-molban íródott és 120-as percenkénti leütésszámmal rendelkezik. A hangterjedelem G3-től C5-ig terjed.

## A kritikusok értékelései

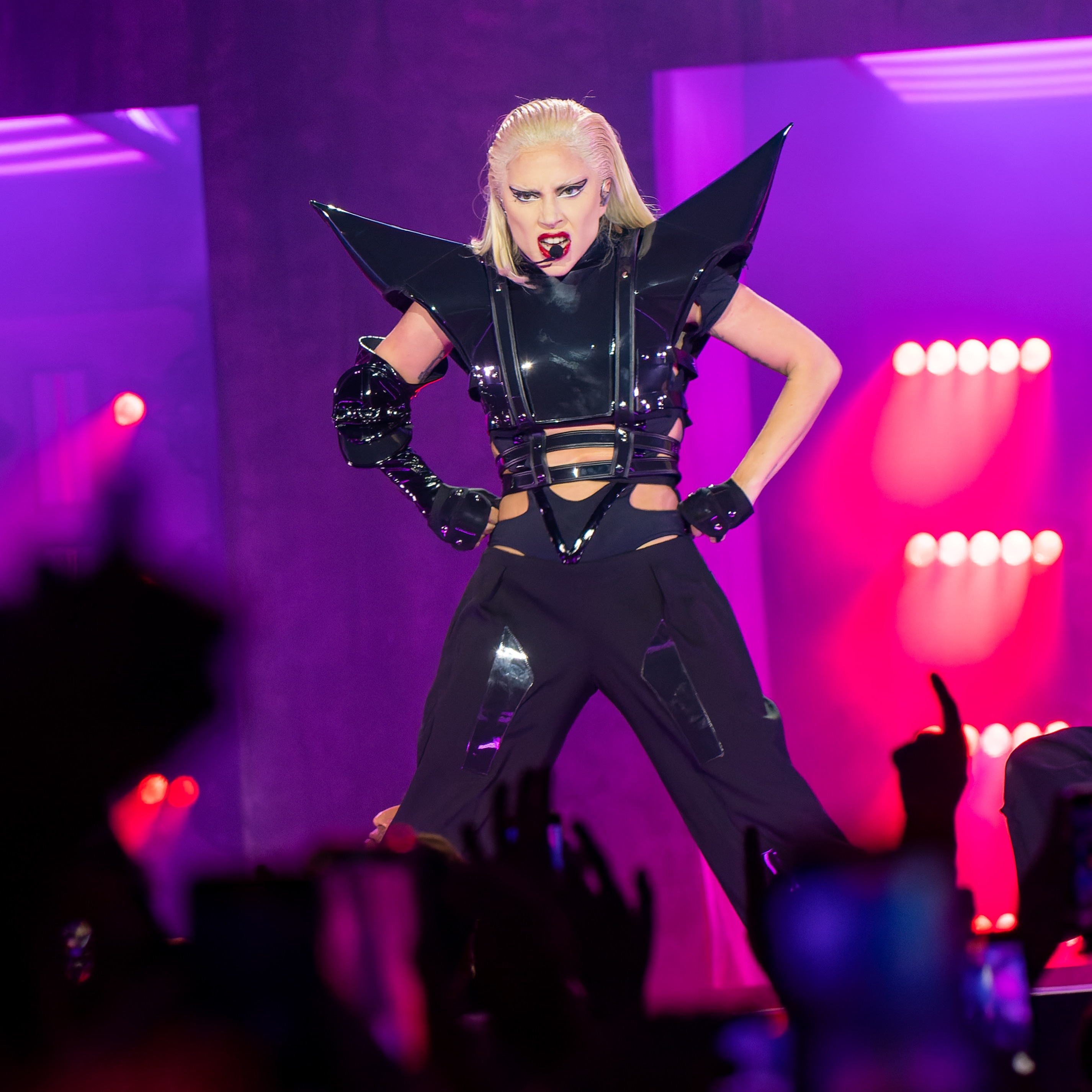
Gaga a Sour Candy előadása közben a The Chromatica Ball turnén

Joey Nolfi az Entertainment Weekly-től úgy fogalmazott, hogy a dal egy „epikus együttműködés” és egy „ínycsiklandó tálalás”. Michael Roffman a Consequence of Sound magazinban azt írta, hogy „a Sour Candy egy újabb sláger az Oscar-díjastól, ezzel azt bizonyítva, hogy a Chromatica elhozza a partit a világjárványunkba”. A Rolling Stone magazinban Claire Shaffer „cukor-édes klub felvételnek” nevezte a dalt az „otthoni bulizásainkhoz”. Jem Asward a Variety-től „a két előadó stílusának csillogó kombinációjának” nevezte a dalt. Zoe Haylock a Vulture-től úgy vélekedett, hogy „amikor a dalszöveg bármely részéből Instagram képaláírás lehetne, akkor tudod, hogy ez egy jó pop dal!”
Cole Delbyck, a HuffPost munkatársa úgy gondolta, hogy a dal „Gaga és a Blackpink különálló hangjait egyesíti egy táncparkett-slágerré” és „hozta a rajongók által felállított elvárásokat”. Louise Bruton az a The Irish Times-tól „a furcsa pop és az eufória tökéletes keverékének” találta a dalt. Stephen Daw a Billboard-tól méltatta a dalt, amiért minden résztvevőnek „egyenlő, kiegyensúlyozott időt” biztosítottak, bár megjegyezte, hogy valami hiányzik a számból, ami „kikerekíthette volna”. Michael Cragg a The Guardian-tól kritikusan fogalmazott a dalról mondván, hogy „csalódást keltő” és „elsietett, kidolgozatlan átvezető dallamnak” hangzik. Sal Cinquemani a Slant Magazine-tól „üres kalóriának” nevezte a dalt, míg Evan Sawdey a PopMatters-től úgy gondolta, hogy a dal „szerencsére rövid” és „a Chromatica album kevésbé jó számaihoz” tartozik.

## Kereskedelmi fogadtatás
A Sour Candy a harmincharmadik helyen nyitott az amerikai Billboard Hot 100 kislemezlistán. Míg Gagának ez már a huszonötödik Top 40-es dala volt a listán, a Blackpinknek csupán az első, ami egyben mérföldkövet is jelentett a dél-koreai lányegyüttesek történetében, ugyanis még soha semmilyen csapatnak nem sikerült ilyen magas pozíciót elérnie az Egyesült Államokban. Ausztráliában a dal a Blackpink első Top 10-es kislemezévé vált, ahol a nyolcadik helyen debütált a kislemezlistán. Az Egyesült Királyságban a dal a tizenhetedik helyen nyitott az Official Charts Company kislemezlistáján, ami szintén új csúcsot jelentett a lányegyüttes karrierjében az országban. Malajziában és Szingapúrban listavezető volt a Sour Candy.

## Elismerések
| Év   | Esemény                      | Díj                     | Eredmény | Forr.  |
| ---- | ---------------------------- | ----------------------- | -------- | ------ |
| 2020 | BreakTudo Awards             | Az év közreműködése     | Jelölve  | [ 27 ] |
| 2020 | MTV Millennial Awards Brazil | Nemzetközi közreműködés | Elnyerte | [ 28 ] |

## Közreműködők
A közreműködők listája a Chromatica albumon található CD füzetkében található.
Felvételek helyszínei
- Felvéve a Henson Recording Studios-ban Los Angelesben (Kalifornia)
- Hang keverve a Sterling Sound Studios-ban New Yorkban

Közreműködők
| - Lady Gaga – vokál, dalszerző - Kim Dzsiszu – vokál - Kim Jennie – vokál - Roseanne Park – vokál - Lalisa Manoban – vokál - Burns – producer, dalszerző, basszusgitár, dobok, billentyűsök, ütős hangszerek - BloodPop – producer, dalszerző, basszusgitár, dobok, billentyűsök, ütős hangszerek | - Madison Love – dalszerző, háttérvokál - Teddy Park – dalszerző - Rami Yacoub – dalszerző - Benjamin Rice – hangkeverés, hangmérnök - Tom Norris – hangkeverés - E. Scott Kelly – hangkeverő asszisztens - Randy Merill – mastering mérnök |

## Slágerlistás helyezések
| Lista (2020)                                            | Legjobb helyezés |
| ------------------------------------------------------- | ---------------- |
| Ausztrália (ARIA)                                       | 8                |
| Ausztria (Ö3 Austria Top 40)                            | 42               |
| Csehország (Singles Digitál Top 100)                    | 20               |
| Dél-Korea (Gaon)                                        | 178              |
| Egyesült Államok (Billboard Hot 100)                    | 33               |
| Egyesült Államok – Dance/Elektronikus dalok (Billboard) | 3                |
| Egyesült Államok – Rolling Stone Top 100                | 17               |
| Egyesült Királyság (Official Charts Company)            | 17               |
| Észtország (Eesti Tipp-40)                              | 8                |
| Finnország (Suomen virallinen lista)                    | 15               |
| Franciaország (SNEP)                                    | 62               |
| Független Államok Közössége (Tophit)                    | 106              |
| Görögország (IFPI)                                      | 10               |
| Hollandia (Single Top 100)                              | 52               |
| Írország (IRMA)                                         | 11               |
| Japán (Japan Hot 100)                                   | 43               |
| Kanada (Canadian Hot 100)                               | 18               |
| Litvánia (AGATA)                                        | 5                |
| Magyarország (Single Top 40)                            | 4                |
| Magyarország (Stream Top 40)                            | 8                |
| Malajzia (RIM)                                          | 1                |
| Olaszország (FIMI)                                      | 46               |
| Oroszország – Airplay (Tophit)                          | 96               |
| Portugália (AFP)                                        | 24               |
| Skócia (Official Charts Company)                        | 20               |
| Spanyolország (PROMUSICAE)                              | 46               |
| Svájc (Schweizer Hitparade)                             | 30               |
| Svédország (Sverigetopplistan)                          | 49               |
| Szingapúr (RIAS)                                        | 1                |
| Szlovákia (Singles Digitál Top 100)                     | 20               |
| Új-Zéland (Recorded Music NZ)                           | 12               |

| Lista (2020)                 | Legjobb helyezés |
| ---------------------------- | ---------------- |
| Brazília (Pro-Música Brasil) | 43               |

## Minősítések és eladási adatok
| Ország (Szervezet)      | Minősítés  | Minősítési érték/ Eladás |
| ----------------------- | ---------- | ------------------------ |
| Ausztrália (ARIA)       | Aranylemez | 35 000+                  |
| Egyesült Államok (RIAA) | Aranylemez | 500 000+                 |
| Kanada (Music Canada)   | Aranylemez | 40 000+                  |

## Megjelenési történet
| Regió       | Dátum           | Formátum                     | Kiadó                     | Forr.  |
| ----------- | --------------- | ---------------------------- | ------------------------- | ------ |
| Világszerte | 2020. május 28. | Digitális letöltés streaming | Interscope                | [ 63 ] |
| Ausztrália  | 2020. május 29. | Poprádiós megjelenés         | Universal Music Australia | [ 64 ] |

## Fordítás
- Ez a szócikk részben vagy egészben  a   Sour Candy (Lady Gaga and Blackpink song) című angol Wikipédia-szócikk fordításán alapul.  Az eredeti cikk szerkesztőit annak laptörténete sorolja fel. Ez a jelzés csupán a megfogalmazás eredetét és a szerzői jogokat jelzi, nem szolgál a cikkben szereplő információk forrásmegjelöléseként.